# 毫弧度
毫弧度（milliradian，简称mrad），也称密位（mil），是一种在几何学和应用物理学上用来测量平面角的SI导出单位，相当于1弧度的千分之一，经常被用于校正火器瞄具。一个360度圆周所对应的弧度为2π，也就是2000π（6283.185）个密位。

## 历史
密位在十九世纪中期首先为洛桑大学教授Charles-Marc Dapples （1837–1920）首先使用。
第一次世界大战初期，法国军队试验性的使用milliemes （圆周/6400）作为炮兵角度度量单位替代了decigrade （圆周/4000）。英国军队随后也效仿采用，取代了度与分。 随后是美国军队。而瑞典军队一直使用"streck" （圆周/6300），这个最接近于毫弧度，但于2007年也采用了北约标准的密位（mil）。十月革命后，苏俄军队采用了公制度量体系，并规定6000密位为1个圆周。 
随着计算机的普及，现在普遍不再使用老式标准裡修约过的密位，而是直接使用数学上精确的毫弧度。

## 数学原理
角度足够小的时候，有：
{\displaystyle \sin \theta \simeq \theta }
这使得三角学计算可以用简单的算术来近似。 
1密位接近于1个毫弧度。因此{\displaystyle \tan(1\;{\textrm {mil}})\simeq \tan(1\;{\textrm {mrad}})\simeq 0.001}
例如，已知远处高度约为1米，高度角约为1个密位，则其距离约为1000米。这就是对距离的快速估算。这也可以用于由远处物体的水平观察角度来估算距离。再例如，远处的T-34的侧面测得为8.5个密位，已知其侧面约6米长，则距离为6 m / 2/tan(8.5 mil / 2){\displaystyle \;=\;}3 m/tan 4.25 mil{\displaystyle \;=\;}3 m/tan 0.00425 {\displaystyle \;\simeq \;} 3 m/0.00425 {\displaystyle \;\simeq \;} 705.882... m 约等于 700 m。